# Elhan Kastrati
Elhan Kastrati, né le 2 février 1997 à Krumë, est un footballeur international albanais, qui joue au poste de gardien de but à l'Eintracht Brunswick.

## Biographie

### En club
Elhan Kastrati est formé au KF Teuta Durrës, suivant les traces de son grand frère Resul, qui a arrêté sa carrière de footballeur professionnel en Albanie pour se consacrer à l'entreprise familiale. Elhan Kastrati finit sa formation au Delfino Pescara.
En 2016, il est prêté au Piacenza Calcio, avec qui il fait ses débuts professionnels en Serie C le 18 décembre 2016 contre Prato, en remplaçant le gardien titulaire sorti sur blessure en deuxième-temps. Ce match est le seul disputé par Kastrati avec le club placentin.
En janvier 2017, Kastrati est prêté pour une saison et demie au KF Teuta Durrës où il a été formé.
Le 2 septembre 2018, deux ans après son arrivée au club, il fait ses débuts avec l'équipe première de Pescara en Serie B face à l'AS Livourne, et arrête un penalty au cours de cette rencontre.
En janvier 2020, Kastrati rejoint le Trapani Calcio.
Le 13 octobre 2020, après l’exclusion du Trapani Calcio pour problèmes financiers, il rejoint l'AS Cittadella. En août 2023, il est élu joueur de l'année par les supporters de Cittadella.

### En sélection
Après avoir été international des moins de 16 ans jusqu'aux espoirs, Elhan Kastrati est convoqué en équipe d'Albanie pour la première fois au mois d'octobre 2018.
Il dispute son premier match international le 13 juin 2022 lors d'un match amical contre l'Estonie, en entrant en jeu à la mi-temps. Le 26 octobre 2022, il joue son second match, face à l'Arabie saoudite, dans le cadre d'un match amical non comptabilisé par la FIFA.
Il est retenu dans la liste des 26 joueurs albanais du sélectionneur Sylvinho pour participer à l'Euro 2024.